# InXile Entertainment
inXile Entertainment, Inc. é uma desenvolvedora de jogos eletrônicos americana e um estúdio da Xbox Game Studios sediada em Newport Beach, Califórnia. Especializada em jogos eletrônicos de RPG, a inXile foi fundada em 2002 pelo cofundador da Interplay, Brian Fargo. O estúdio produziu os jogos de fantasia The Bard's Tale e Hunted: The Demon's Forge, junto com vários jogos para Flash e iOS, como Fantastic Contraption em sua primeira década de desenvolvimento. Em 2012, a inXile lançou o jogo pós-apocalíptico Wasteland 2, após uma campanha de sucesso no Kickstarter. Na sequência de Wasteland da Interplay, a inXile adquiriu os direitos da franquia depois que os proprietários anteriores, a Konami, permitiram que seu prazo de propriedade expirasse. Após o sucesso de crítica do jogo, o estúdio levantou um recorde de US$ 4 milhões no Kickstarter para desenvolver Torment: Tides of Numenera, um sucessor espiritual de Planescape: Torment da Interplay. Desde então, a inXile concluiu o desenvolvimento de Wasteland 3.

## História
A inXile Entertainment foi fundada em 26 de outubro de 2002, por Brian Fargo em Newport Beach, Califórnia.
Em uma entrevista ao Joystiq, o presidente da inXile, Matthew Findley, compartilhou um pouco da história da empresa: "Trabalhei com Brian Fargo na Interplay por vários anos e ambos saímos da Interplay ao mesmo tempo. Nós sabíamos que queríamos continuar em jogos eletrônicos, então começar uma empresa parecia uma boa ideia - ele passou 20 anos na Interplay e eu fiquei lá por 13. Quando fomos lá pela primeira vez, tentando descobrir o que fazer a seguir, meio que nos sentimos como se estivéssemos no exílio, e fizemos cartões falsos com um nome de empresa falso apenas para ter um cartão para ir para a E3. E antes mesmo de pensarmos no nome "inXile", Brian colocou nos cartões a descrição de seu cargo: "Leader in exile". As pessoas se divertiram tanto com aquele cartão que ficamos dizendo "in exile, in exile, in exile" tanto que apenas pensamos: "Por que não inventar uma nova palavra?" E assim fizemos."
Em maio de 2008, a inXile anunciou a criação da SparkWorkz, uma divisão de negócios online com foco em conteúdo gerado pelo usuário, usando sua experiência com Line Rider como base para o empreendimento. David Heeley, ex-executivo da Microsoft, foi contratado para supervisionar a criação da divisão.
Em abril de 2012, inXile lançou uma campanha no Kickstarter para financiar Wasteland 2, a sequência de Wasteland da Interplay, com a maior parte da equipe original a bordo. A campanha de crowdfunding arrecadou mais de 300% de sua meta inicial de US$ 900.000, terminando em US$ 2.933.252. Em março de 2013, inXile retornou ao Kickstarter para fazer crowdfund de Torment: Tides of Numenera. O Kickstarter para Torment: Tides of Numenera quebrou o recorde de Kickstart drive mais rápido para US$ 1 milhão, aumentando essa quantia em sete horas e dois minutos.
Durante uma campanha Kickstarter para o jogo Wasteland 2, Brian Fargo desenvolveu o programa Kicking it Forward. Sob este programa, a inXile Entertainment se comprometeu a usar 5% dos lucros líquidos pós-lançamento para apoiar projetos futuros do Kickstarter.
Em novembro de 2018, a Microsoft Studios anunciou que estava nos estágios finais de aquisição da InXile, bem como da Obsidian Entertainment, outro estúdio conhecido por seus jogos de RPG. Segundo Fargo, eles foram procurados em abril de 2018 por Noah Musler, um dos executivos de desenvolvimento de negócios da Microsoft que tinha ligações anteriores com o estúdio, que sugeriu a possibilidade de aquisição. Fargo acredita que a aquisição foi benéfica para o estúdio, já que na época, eles estavam no "vale misterioso" entre o desenvolvimento de jogos mais independentes e jogos AAA de alto orçamento, onde havia uma diferença significativa nas expectativas de qualidade e preço do jogo. O suporte da Microsoft iria ajudá-los a criar jogos mais próximos dos jogos AAA e competir melhor no estado atual da indústria.
Desde 2015, a inXile opera um segundo estúdio, a inXile New Orleans, em New Orleans.

## Jogos desenvolvidos
| Ano  | Título                           | Plataforma(s)                                                                                          |
| ---- | -------------------------------- | --- |
| 2004 | The Bard's Tale                  | Android, BlackBerry PlayBook, Mac OS Classic, iOS, Linux, Microsoft Windows, Ouya, PlayStation 2, Xbox |
| 2008 | Fantastic Contraption            | Adobe Flash, iOS, Wii                                                                                  |
| 2008 | Line Rider 2: Unbound            | iOS, Microsoft Windows, Nintendo DS, Wii                                                               |
| 2009 | Super Stacker                    | Adobe Flash, iOS                                                                                       |
| 2009 | Super Stacker 2                  | Adobe Flash, iOS                                                                                       |
| 2009 | Shape Shape                      | Adobe Flash, iOS                                                                                       |
| 2010 | Super Stacker Party              | PlayStation Network                                                                                    |
| 2011 | Hunted: The Demon's Forge        | Microsoft Windows, PlayStation 3, Xbox 360                                                             |
| 2012 | Choplifter HD                    | Microsoft Windows, Ouya, PlayStation Network, Xbox Live Arcade                                         |
| 2014 | Wasteland 2                      | Linux, macOS, Microsoft Windows, Nintendo Switch, PlayStation 4, Xbox One                              |
| 2017 | Torment: Tides of Numenera       | Linux, macOS, Microsoft Windows, PlayStation 4, Xbox One                                               |
| 2017 | The Mage's Tale                  | Microsoft Windows                                                                                      |
| 2018 | The Bard's Tale IV: Barrows Deep | Linux, macOS, Microsoft Windows, PlayStation 4, Xbox One                                               |
| 2020 | Wasteland Remastered             | Microsoft Windows, Xbox One                                                                            |
| 2020 | Wasteland 3                      | Linux, macOS, Microsoft Windows, PlayStation 4, Xbox One                                               |
| TBA  | Clockwork Revolution             | Microsoft Windows, Xbox Series X/S                                                                     |

### Jogos cancelados
| Título | Plataforma(s)                              |
| ------ | ------------------------------------------ |
| Heist  | Microsoft Windows, PlayStation 3, Xbox 360 |